# Плавучий мост через Севастопольскую бухту

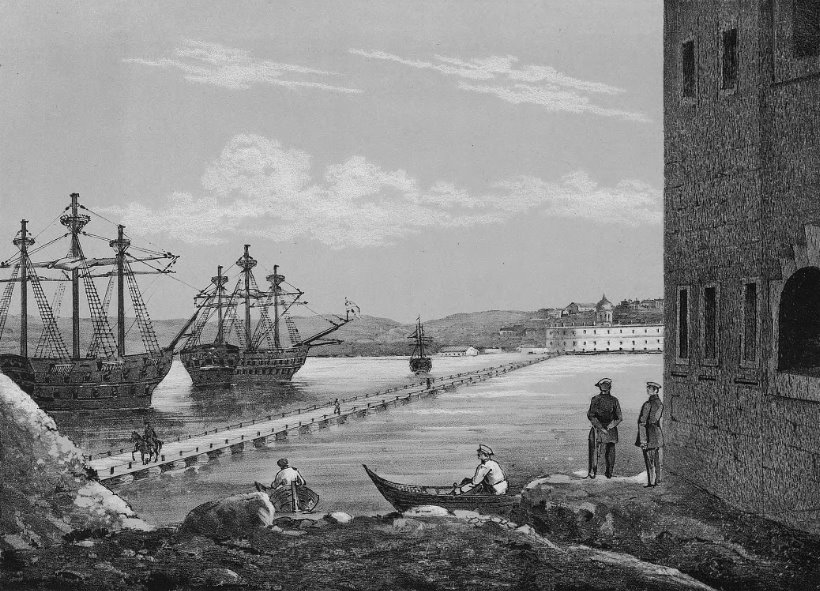
«Мост с Южной стороны на Северную». Рисунок из «Севастопольского альбома» Николая Берга. 1858 год

Плавучий мост через Севастопольскую бухту был построен из дерева в 1855 году в последние месяцы обороны Севастополя для сообщения между Северной и Южной сторонами города. Строили его сто моряков и сто плотников, которым помогали ратники 45-й дружины Курского ополчения и сапёры 4-го батальона с 14 июля по 15 августа.
Мост по проекту начальника инженеров Крымской армии генерал-лейтенанта А. Е. Бухмейера привели 86 плотов, каждый длиной по 13 метров и шириной проезжей части более 5 метров. Общая ширина моста была 11 метров, длина — 960 метров, на плаву мост удерживался якорями. 27 августа (8 сентября) 1855 года защитники Севастополя, основная часть гарнизона, по этому мосту переправились на Северную сторону. Последним по нему прошёл генерал-майор А. П. Хрущёв в сопровождении капитана И. Г. Воробьёва. На следующий день мост развели.

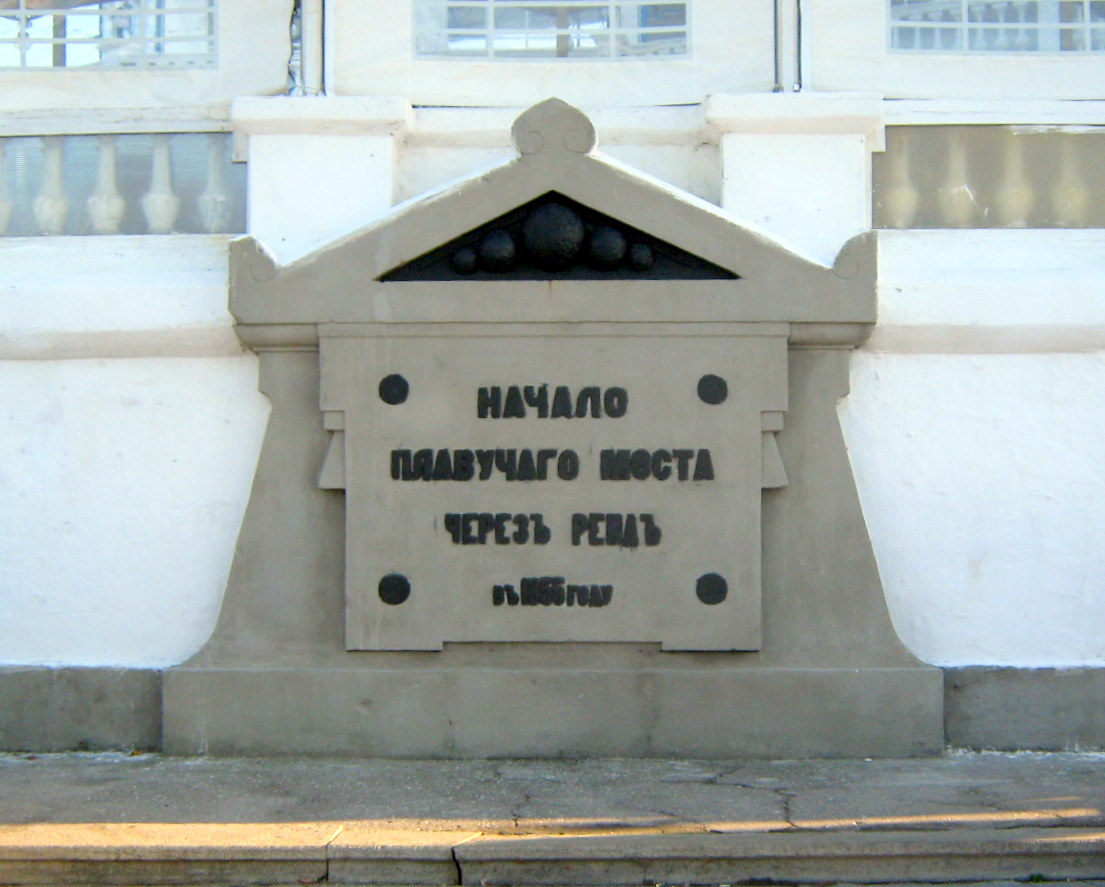
Памятник на месте начала моста

В 1905 году по проекту архитектора А. М. Вейзена и инженера Ф. Н. Еранцева на краю Николаевского мыса соорудили мемориальное обозначение в виде архитектурно оформленной каменной пристани с лестничным маршем и парапетом на подпорной стене, облицованной крымбальским известняком.